# Placówka Straży Granicznej I linii „Słobódka”
Placówka Straży Granicznej I linii „Słobódka” – jednostka organizacyjna Straży Granicznej pełniąca służbę ochronną na granicy polsko-rumuńskiej w okresie międzywojennym.

## Geneza
Na wniosek Ministerstwa Skarbu, uchwałą z 10 marca 1920 roku, powołano do życia Straż Celną. Od połowy 1921 roku jednostki Straży Celnej rozpoczęły przejmowanie odcinków granicy od pododdziałów Batalionów Celnych. Proces tworzenia Straży Celnej trwał do końca 1922 roku. Placówka Straży Celnej „Słobódka” weszła w podporządkowanie komisariatu Straży Celnej „Kuty”.

## Formowanie i zmiany organizacyjne
Rozporządzeniem Prezydenta Rzeczypospolitej Polskiej Ignacego Mościckiego z 22 marca 1928 roku, do ochrony północnej, zachodniej i południowej granicy państwa, a w szczególności do ich ochrony celnej, powoływano z dniem 2 kwietnia 1928 roku  Straż Graniczną.
Rozkazem nr 5 z 16 maja 1928 roku w sprawie organizacji Małopolskiego Inspektoratu Okręgowego dowódca Straży Granicznej gen. bryg. Stefan Pasławski określił strukturę organizacyjną komisariatu SG „Kosów”. 
Rozkazem nr 1 z 29 stycznia 1934 roku w sprawach [...] zmian przydziałów, komendant Straży Granicznej płk Jan Jur-Gorzechowski utworzył placówkę I linii „Słobódka”.
Placówka weszła w skład  komisariatu SG „Kosów”.

## Służba graniczna
Sąsiednie placówki:
- placówka Straży Granicznej I linii „Tudjów” ⇔ placówka Straży Granicznej I linii „Wiśniówka” − 1934[7]

## Kierownicy placówki
- przodownik Teofil Górski (1935-1939?)[8]